# Peter O'Donnell (voile)
Pour les articles homonymes, voir O'Donnell et Peter O'Donnell.
Peter Joseph O'Donnell  est un skipper australien né le 28 février 1939 et mort le 9 janvier 2008 à Hallidays Point. 

## Carrière
Peter O'Donnell remporte lors des Jeux olympiques d'été de 1964 la médaille d'or en classe 5,5 mètres sur Barrenjoey.